# Vincent Novello
Vincent Novello (Londra, 6 settembre 1781 – Nizza, 9 agosto 1861) è stato un editore e musicista britannico.

## Biografia
Organista di cappella a Londra dal 1797 al 1843, fu il fondatore della casa editrice Novello & Co (1811), specializzata in musica classica.
Collaborò con il musicista e compositore scozzese Alfred Edward Moffat, per la pubblicazione di una collana di musica violinistica Old English Violin Music (Antica musica inglese per violino), diventata popolarissima.
Sposò una donna inglese, Mary Sabilla (nata Hehl), dalla quale ebbe diversi figli. Una delle sue figlie fu il famoso soprano Clara Novello.